# Luca Miniero
Luca Miniero (Napoli, 17 gennaio 1967) è un regista e sceneggiatore italiano.

## Biografia
Nato a Napoli, vive l'adolescenza nel quartiere Arenella e si laurea in Lettere moderne. Ha iniziato a lavorare a Milano firmando campagne pubblicitarie per marchi italiani e internazionali e ottenendo molti riconoscimenti per spot come canone Rai, Enel, Opel e Ballarò. Nel 1999 nasce la sua opera prima, Piccole cose di valore non quantificabile, un corto diretto insieme all'amico Paolo Genovese. Nel 2002, dirige il suo primo lungometraggio dal titolo Incantesimo napoletano.
Nel 2005, il suo secondo film con Pierfrancesco Favino, Nessun messaggio in segreteria. Nel 2007 esce in televisione il suo terzo film con Antonio Catania, Viaggio in Italia - Una favola vera. Nel 2008 dirige Nicolas Vaporidis nel film Questa notte è ancora nostra, diretto insieme a Paolo Genovese e sceneggiato da Fausto Brizzi e Marco Martani. Nell'ottobre 2010 è uscito il suo nuovo film dal titolo Benvenuti al Sud, con Claudio Bisio, Alessandro Siani e Angela Finocchiaro, riscuotendo un grandissimo successo. Ha diretto anche il suo sequel chiamato Benvenuti al Nord, uscito nel 2012.
Nel 2014 dirige il film Un boss in salotto, con protagonisti Paola Cortellesi e Rocco Papaleo. Nello stesso anno esce un altro film La scuola più bella del mondo, con Christian De Sica e Rocco Papaleo. Nel 2016, a Natale, esce il nuovo film Non c'è più religione, con Claudio Bisio ed Alessandro Gassmann. Nel 2018 torna dietro la macchina da presa per dirigere Sono tornato, con Massimo Popolizio e Frank Matano, incassando poco più di 2 milioni. Nel 2019 esce Attenti al gorilla, con Frank Matano e Cristiana Capotondi.

## Filmografia

Da sinistra: Alessandro Gassmann, Paolo Genovese, Gianni Profita, Luca Miniero e Silvio Orlando nel 2008

### Cinema
- Incantesimo napoletano (2002)[1]
- Nessun messaggio in segreteria (2005)[1]
- Questa notte è ancora nostra (2008)[1]
- Benvenuti al Sud (2010)
- Benvenuti al Nord (2012)
- Un boss in salotto (2014)
- La scuola più bella del mondo (2014)
- Non c'è più religione (2016)
- Sono tornato (2018)
- Attenti al gorilla (2019)
- Tutti a bordo (2022)

### Televisione
- Viaggio in Italia - Una favola vera – film TV (2007)[1]
- Cops - Una banda di poliziotti – serie TV (2020-2021)
- Le indagini di Lolita Lobosco – serie TV (2021-2023)
- Napoli milionaria! – film TV (2023)
- Vincenzo Malinconico, avvocato d'insuccesso 2 – serie TV (2024) [2]